# Frontera Energy Corporation
Frontera Energy Corporation anciennement Pacific Exploration & Production Corp. (et avant Pacific Rubiales Energy Corp.) est une société publique canadienne explorant et produisant du gaz naturel et du pétrole.
La société a un portefeuille diversifié de gisements sources d'énergies fossiles. En 2014, la production de Pacific E&P se composait à 58 % de pétrole non conventionnel, à 35 % de pétrole léger et 7 % de gaz naturel.
En Colombie où elle est le principal exploitant pétrolier grâce notamment au développement de technique de forage horizontal, elle a été sévèrement critiquée et jugée pour ses « violations des droits humains, du travail et de l'environnement ». 12 000 travailleurs colombiens se sont soulevés contre elle.

## Histoire
Pacific Exploration & Production Corporation annonce le 12 juin 2017  aujourd'hui qu'elle a changé sa dénomination sociale en Frontera Energy Corporation (la « Société » ou « Frontera »)
. Les actions ordinaires de la société sont négociées à la Bourse de Toronto sous le nouveau nom et symbole boursier TSX: FEC à compter du mercredi 14 juin 2017.

## Principaux actionnaires
Au 19 mars 2020.
| The Catalyst Capital Group       | 33,8% |
| Ashmore Investment Management    | 3,03% |
| T. Rowe Price Associates         | 1,41% |
| DoubleLine Capital               | 0,90% |
| BlackRock Fund Advisors          | 0,77% |
| JPMorgan Asset Management        | 0,72% |
| Massachusetts Financial Services | 0,68% |
| Dimensional Fund Advisors        | 0,59% |
| PGIM                             | 0,47% |
| Jarislowsky, Fraser              | 0,45% |

## Localisation des activités
Elle opère au Belize, au Brésil, en Colombie, au Guyana, au Pérou, en Papouasie-Nouvelle-Guinée et au Guatemala.

## Acquisitions et stratégie
Pacific E&P possède 100 % de Petrominerales Ltd., qui a des actifs pétroliers en Colombie et pétrolier et gazier au Pérou ; 100 % de Meta Petroleum Corp., une compagnie qui opère les champs de pétrole de Rubiales, Piriri et Quifa dans le bassin de Los Llanos (Colombie) ; et 100 % de Pacific Stratus Energy Colombia Corp., qui opère plusieurs champs pétroliers et gaziers dont La Creciente dans le département de Sucre au nord-ouest de la Colombie.
La stratégie de Pacific E&P se fonde sur une croissance de la production et l'acquisition de réserves fossiles.

## Sources
- (en) Cet article est partiellement ou en totalité issu de l’article de Wikipédia en anglais intitulé « Pacific Exploration & Production » (voir la liste des auteurs).

## Compléments

### Lectures approfondies
- R. Pantin, J. F. Arata et C. LeGallais, Noticias Pacific Rubiales Energy, 2011
- L. Rojas et M. Fuenmayor, A Perspective on Heavy Oil Development-Strategies Pacific Rubiales Energy, Colombia. In Heavy Oil Management, Workshop & Expo, avril 2013, 5e éd., p. 22-25